# East Garston
East Garston est une paroisse civile et un village du Berkshire, en Angleterre.